# HD93901
HD93901 — хімічно пекулярна зоря спектрального класу A5, що має видиму зоряну величину в смузі V приблизно  6,6.
Вона  розташована на відстані близько 206,2 світлових років від Сонця.